# Mercedes Lambre
Mercedes Rodríguez Lambre (* 5. října 1992 La Plata) je argentinská zpěvačka, tanečnice, herečka, modelka a textařka.
Proslavila se rolí Ludmily Ferro v seriálu Violetta (2012–2014). Na konkurz k seriálu šla se svou kamarádkou jako její podpora, ale nakonec do seriálu vybrali ji. Hrála také ve filmech Tini: Violettina proměna (2016) a Yo, traidor (2022).
V roce 2022 se vdala za svého přítele Ezequiel Freidzon. V prosinci 2024 se jim narodila dcera Elise.